# Радава (Нове Замки)
Радава (слч. Radava, мађ. Rendve) насељено је мјесто са административним статусом сеоске општине (слч. obec) у округу Нове Замки, у Њитранском крају, Словачка Република.

## Становништво
| Година:    | 1994. | 2004.    | 2014.   | 2024.   |
| ---------- | ----- | -------- | ------- | ------- |
| Број људи: | 960   | 853      | 778     | 740     |
| Разлика:   |       | -11,14 % | -8,79 % | -4,88 % |

| Година:    | 2023. | 2024.   |
| ---------- | ----- | ------- |
| Број људи: | 737   | 740     |
| Разлика:   |       | +0,40 % |

Према подацима о броју становника из 2011. године насеље је имало 793 становника.